# 松本吉弘 (情報工学者)
松本 吉弘（まつもと よしひろ、1932年 - ）は、日本の情報工学者。工学博士（東京大学）。京都大学・大阪工業大学元教授。シュトゥットガルト大学情報科学部元客員教授。IEEE Lifeフェロー。京都高度技術研究所(ASTEM)名誉顧問。
専門は、ソフトウェア工学（特にSWEBOK） ・ソフトウェア開発/設計（アジャイル開発、DevOps、品質管理/プロジェクト管理・テスティング含む）、組み込みシステム・制御工学。

## 略歴
1954年東京大学工学部電気工学科卒業。のちに、工学博士（東京大学）。東京芝浦電気（現：東芝）に入社。1970年代から1980年代にかけて、東芝府中で大規模ソフトウェア工場の立ち上げを行い、その実績が国際的に注目され、ABB社、シーメンス社などにもソフトウェア工場分野で協力し、ミシガン大学、カーネギーメロン大学(CMU)、カリフォルニア大学バークレー校(UCB)などでソフトウェア工場に関する特別講義も担当。1985年東芝理事。1989年京都大学工学部情報工学科および大学院工学研究科教授。京都高度技術研究所(ASTEM)副理事長および所長を兼任。1995年京都大学定年退職。1996年大阪工業大学情報科学部情報システム学科教授。2002年シュトゥットガルト大学情報科学部客員教授、大阪工業大学退官。
大阪工業大学において、特に1996年新設の情報科学部で初期のソフトウェア工学（特にSWEBOK）・組み込みシステムの研究・育成に貢献した。退官後は、武蔵工業大学（現：東京都市大学）工学部電子情報工学科教授も務めた。
主な所属学会は、IEEE、情報処理学会、日本ソフトウェア科学会、アジャイルプロセス協議会、アメリカ計算機学会(ACM)。主な受賞は、ACM Recognition of Service賞、全国発明表彰、科学技術長官賞など。

## 主な著書
- ソフトウェアエンジニアリング基礎知識体系 SWEBOK 初版/2004版/V3.0（単著、オーム社2003/2005/2014、学術書）
- ソフトウェア開発へのSWEBOKの適用（単著、オーム社2005、学術書）
- ソフトウェア設計 - オブジェクト指向からエージェント指向へ（共著、朝倉書店1995、学術書）
- ソフトウェア工学演習（単著、朝倉書店1981、学術書）
- ソフトウェア工学のすすめ（単著、電気書院1991、学術書）
- 情報システム技術者のためのソフトウェア工学（単著、電気書院1997、学術書）
- ソフトウェア現場力ハンドブック（単著、オーム社2009、学術書）
- ソフトウェアの考え方・作り方（単著、電気書院1981、学術書）
- マイクロコンピュータの応用技術（単著、共立出版1978、学術書）
- 計算機制御システム（単著、電気書院1973、学術書）
- 制御用電子計算機入門（単著、東京電機大学出版局1972、学術書）

## 主な研究
- リアルタイムシステムにおけるプロトタイピングの一手法 - 東芝・本位田真一との共同研究[3]
- ソフトウェア工学の現状と動向：ソフトウェアに対する要求の形成
- 協調支援型ソフトウェアエンジニアリング環境[4]
- 組込みソフトウェア技術の研究
- 計測と制御用ソフトウェアのためのCASE環境

ソフトウェア工学・組み込みシステムの対外啓蒙活動として、組込みソフトウェア開発技術研究会共催の「組込みシステム技術に関するサマーワークショップ 1999」で基調講演を務めた。